# Castello di Castel Volturno
Il castello di Castel Volturno era la principale struttura difensiva di Castel Volturno, situata sull'ultima ansa disegnata dal fiume Volturno prima di sfociare nel Mar Tirreno. Al nucleo originario, probabilmente dell'XI secolo, si sono aggiunte nei secoli numerose strutture, unite a rifacimenti spesso pesanti: il castello si presenta con la veste assunta durante i restauri del Seicento e del Settecento.

## Storia
In contrasto con le consuetudini medioevali, che preferivano innalzare i borghi fortificati su alture inaccessibili, il castello di Castel Volturno viene edificato sull'ultima ansa del fiume Volturno, prima che questo sfoci nel Mar Tirreno. La fondazione di un fortilizio o, quanto meno, di un luogo fortificato alla foce del Volturno risale, secondo i documenti storici, circa al X secolo, quando i castaldi longobardi della nuova Capua, rifondata nell'856 sulle rovine dell'antico porto romano di Casilino, ebbero bisogno, per difendersi dalle incursioni, soprattutto saracene, che arrivavano via mare risalendo a forza di braccia la corrente del fiume, di un avamposto militare strategico che bloccasse l'ingresso dei navigli nemici alla foce.
La prima fabbrica del castello di Volturno fu certamente opera del vescovo longobardo Radiperto: fu lui infatti, secondo il carme sepolcrale che chiudeva la sua tomba, a innalzare sul veloce scorrere del fiume un'alta torre (Extulit altifluam pracelso culmine turrim) e a cingere di mura (moenibus arcem) il borgo fortificato. Il castello fu eretto su un'arcata superstite dell'antico ponte romano sul Volturno della Via Domiziana, fatto costruire dall'imperatore Domiziano nel 95 d.C.. Il ponte si snodava poi in un viadotto sorretto da pilae, che si susseguivano per un lungo tratto sulla sponda opposta del fiume.
L'antica costruzione dovette essere di forma oblunga, perpendicolare all'andamento del fiume e in asse con l'antico tracciato della via Domiziana. Adiacente alla torre dovette svilupparsi a est il borgo murato di San Castrese. Nel 904 il piccolo complesso fortificato era governato dal castaldo Gaideri; nel 982 erano conti di Volturno e Patria i fratelli Guaiferio detto Alo e Guaiferi figli di Wiferi. Nel 988 conti di Volturno erano i fratelli Daoferi e Daoferio, mentre agli inizi dell'anno 1000 conte di Volturno era Doferi, successivamente, il possesso del forte, fu assegnato dai Normanni di Aversa a Guaferi.
Con l'incoronazione di Ruggero II a Re di Sicilia nel 1130, Castello a mare del Volturno fu tolto a Ugone conte di Boiano, che lo aveva occupato. Nel 1206 l'Imperatore Federico II di Svevia donò il castello alla mensa Arcivescovile di Capua, mentre durante il regno della regina Giovanna II d'Angiò (1414-1435) il castello fu recuperato dalle mani del de Sconnito grazie all'aiuto di Filippo Barile e rientrò a far parte dei beni della corona e come tale fu assegnato da Alfonso I d'Aragona (1435-1458) alla figlia Eleonora, che lo portò in dote al marito Marino di Marzano duca di Sessa. Quando questi, nel 1460, si ribellò al cognato Ferrante o Ferdinando I di Napoli (1459-1494), il castello fu costretto a subire un lungo assedio.
Il castello e la vasta tenuta di Castel Volturno, furono tenuti in signoria dai capuani. Il Castello e il Borgo murato di San Castrese hanno conservato attraverso i secoli sia i limiti urbani che l'impianto viario originari. Sono parte dell'arco del ponte domizianeo del I secolo e le grossa mura perimetrali, costruite con i basoli di roccia leucitica prelevate dall'antica via Domiziana e con i blocchi di travertino e tufo proveniente dallo spoglio di edifici della colonia romana di Volturnum. Sia l'impianto delle stradine (vico I, II, III, IV, V e VI) tutte perpendicolari alla piazzetta principale (Largo San Castrese) a modello dei castra romana e che doveva costituire la piazza d'armi del forte.
I documenti storici attestano attraverso i secoli l'esistenza di un castrum, di una torre, di un castello e di un borgo fortificato alla foce del fiume Volturno fin da epoche molto antiche, ma non hanno tramandato le modifiche e le trasformazioni cui esso, attraverso il tempo, è andato incontro a causa delle intemperie, degli eventi sismici o bellici o della mano dell'uomo. In un'antica raffigurazione pittorica, conservata nella Chiesa Arcivescovile di Capua, oggi scomparsa, era raffigurato come una "Rocca cinta di mura", con la scritta CASTRUM MARIS DE / VOLTURNO QUOD EST DE / MAIOR ECC. CAPUANA.
Nel corso dei secoli le strutture murarie del Castello e del Borgo fortificato di San Castrese hanno subito profonde modifiche. Alla primitiva torre e mura, fatte costruire dal vescovo longobardo Radiperto, coniugando legno, prelevato della vicina silva Gallinaria, e muratura, il cui materiale proveniva dalla spoliazione della via Domiziana e dalla colonia romana di Volturnum, fu sostituito, nel corso del Duecento, un fortilizio in muratura con mura e mastio, che diventò la chiave di difesa dell'intero borgo fortificato. La primitiva torre longobarda, probabilmente in legno e circondata da una palizzata e da un semplice fossato, lasciò il posto ad un più massiccio mastio con un borgo attorniato da mura e fossati pieni d'acqua. L'avvento delle armi da fuoco, che distrussero l'antica cinta muraria durante l'assedio del 1460, portò ad un'ulteriore modifica. Il Castello e il borgo dovettero essere difesi da una doppia cinta di mura, in parte ancora esistente e da diverse torri e posti di guardia fortificati con un maggior rafforzamento del mastio, che assunse la forma di un vero e proprio bastione nel Seicento, quando le coste campane ripresero ad essere oggetto delle incursioni piratesche, per cui si dovette provvedere a rafforzare le porte e le mura, che furono dotate di feritoie per gli archibugieri, le colubrine e le bombarde.

## Il castello oggi
Tanto il castello quanto l'edilizia presente all'interno del borgo fortificato di San Castrese è stato fortemente rimaneggiato attraverso il tempo, tanto che è difficile, senza il sostegno di un apposito scavo archeologico o lo studio dei vari strati sovrapposti di muratura, ascriverne, ad un periodo preciso piuttosto che ad un altro, le varie trasformazioni e sovrapposizioni stratigrafiche. Le attuali costruzioni esistenti, ad una prima ricognizione visiva, non vanno al di là del Seicento-Settecento. Il solo castello ha la forma quadrata delle torri difensive seicentesche del periodo vicereale, sul lato esterno di Piazza Castello; di antica fattura la rampa di accesso lastricata in opus spicatum, sulla cui sommità si erge un portone di più recente costruzione, che introduce nel cortile interno del mastio, che è ricavato quasi certamente nel camminamento della ronda della doppia cinta muraria. Sul lato opposto, in via Fratelli Daoferi e Daoferio sono ancora visibili un barbacane e nel muro due strette feritoie simmetriche, attraverso le quali, forse doveva scivolare la catena che azionava il ponte levatoio, che pure doveva esserci, se il Castello, come testimoniano le fonti, era circondato da fossati pieni d'acqua, in parte probabilmente ricavata dai bracci dal vecchio porto romano.
L'interno del castello, a causa dei rimaneggiamenti eseguiti nell'Ottocento e nel Novecento, ha perso la sua caratteristica natura difensiva. Il portone di accesso a Largo San Castrese non è probabilmente più antico del Seicento, per la forma tozza e per l'assenza delle scanalature della saracinesca. L'attuale Torre dell'orologio in Piazzetta Radiperto, originaria torre posta a guardia della porta, risale al Settecento nella sua parte alta, in quanto solo dal 1757 è attestato, nei conti comunali, il pagamento dell'onorario all'orologiaio.
Ugualmente, le facciate delle abitazioni interne al borgo San Castrese risalgono al Settecento a causa dei continui rimaneggiamenti e stravolgimenti subiti. Sono costruite in pietra e seguono tutte lo stesso schema, per lo più sono costituite da due vani unici sovrapposti non comunicanti, l'accesso ai piani superiori avviene mediante una scala esterna in muratura. Lo schema strutturale presenta mura portanti, in comune i laterali, isolati i frontali e solai con travi in legno.